# Something About the Night
«Something About the Night» (с англ. — «Кое-что о ночи») — песня американской певицы K. Michelle, вошедшая в её второй студийный альбом Anybody Wanna Buy a Heart? (2014). Песня была написана Мишель и Бьянкой Аттерберри. Музыкой и продюсированием занимались Оук Фелдер, Рональд «Флиппа» Колсон и Стив «Эйс» Мостин. «Something About the Night» — среднетемповая соул-песня, в которой, по мнению музыкальных критиков, прослеживаются влияния различных жанров. Текст песни рассказывает о любви Мишель к вечеринкам и выпивке.
Критические отзывы о песне «Something About the Night» были преимущественно положительными; критики отметили её как изюминку альбома. Музыкальный клип, в котором Мишель выступает в спикизи 1920-х годов, был выпущен 9 декабря 2014 года. На выступление певицы повлияла американская певица Билли Холидей. Критики положительно отозвались о клипе и высоко оценили актёрскую игру Мишель.

## История
Композиция «Something About the Night» была написана Кимберли Мишель Пэйт и Бьянкой Аттерберри, а её музыку и продюсирование осуществили Оак Фелдер, Рональд «Flippa» Колсон и Стив Эйс. Донни Медоуз и Таниша Бродвотер помогали координировать производство трека, а Кевин «Batos» Гуардадо работал в качестве ассистента продюсера. Вокал Мишель был спродюсирован Аттерберри и записан C Travis Kr8ts при дополнительной помощи Фелдера. Микшированием трека занимался Джейсен Джошуа при содействии Мэддокса Чхима и Райана Каула, а мастерингом — Дэвид Катч.
«Something About the Night» — среднетемповая соул-песня продолжительностью 3 минуты 30 секунд. Описывая трек как пример альтернативного соула, Сара Годфри из The Washington Post написала, что его композиция напоминает музыку американского музыканта Нормана Коннорса. Различные авторы Rolling Stone интерпретировали трек как «синти-фанковую эротику», представляющую множество жанров в альбоме. Автор Star Tribune написал, что «Something About the Night» — это «театральный, космический соул-трек», и что Мишель демонстрирует «уморительную изворотливость в своём характере», которая напоминает её личность в реалити-шоу Love & Hip Hop и K. Michelle: My Life. Слова песни говорят о любви Мишель к вечеринкам и выпивке, и включают такие строчки, как «don’t give a fuck».

## Отзывы
После выхода песня «Something About the Night» получила в основном положительные отзывы от музыкальных критиков. Энди Келлман из AllMusic выбрал её в качестве изюминки альбома Anybody Wanna Buy a Heart? за её «мягко скрежещущие куплеты и плавный припев, заложенный до переключения, которое напоминает блаженный взлёт». Годфри оценил вокал Мишель в этой песне, а Элиас Лейт и Стивен Дж. Хоровиц из Billboard назвали её одним из самых ярких треков альбома. Майк Васс из Idolator оценил «Something About the Night» как часть «партии убийственных соул-гимнов», наряду с «Maybe I Should Call». В смешанной рецензии Девон Джонс из PopMatters положительно отозвался об использовании ностальгии в песне, но раскритиковал её производство и припев как незапоминающиеся.

## Музыкальное видео

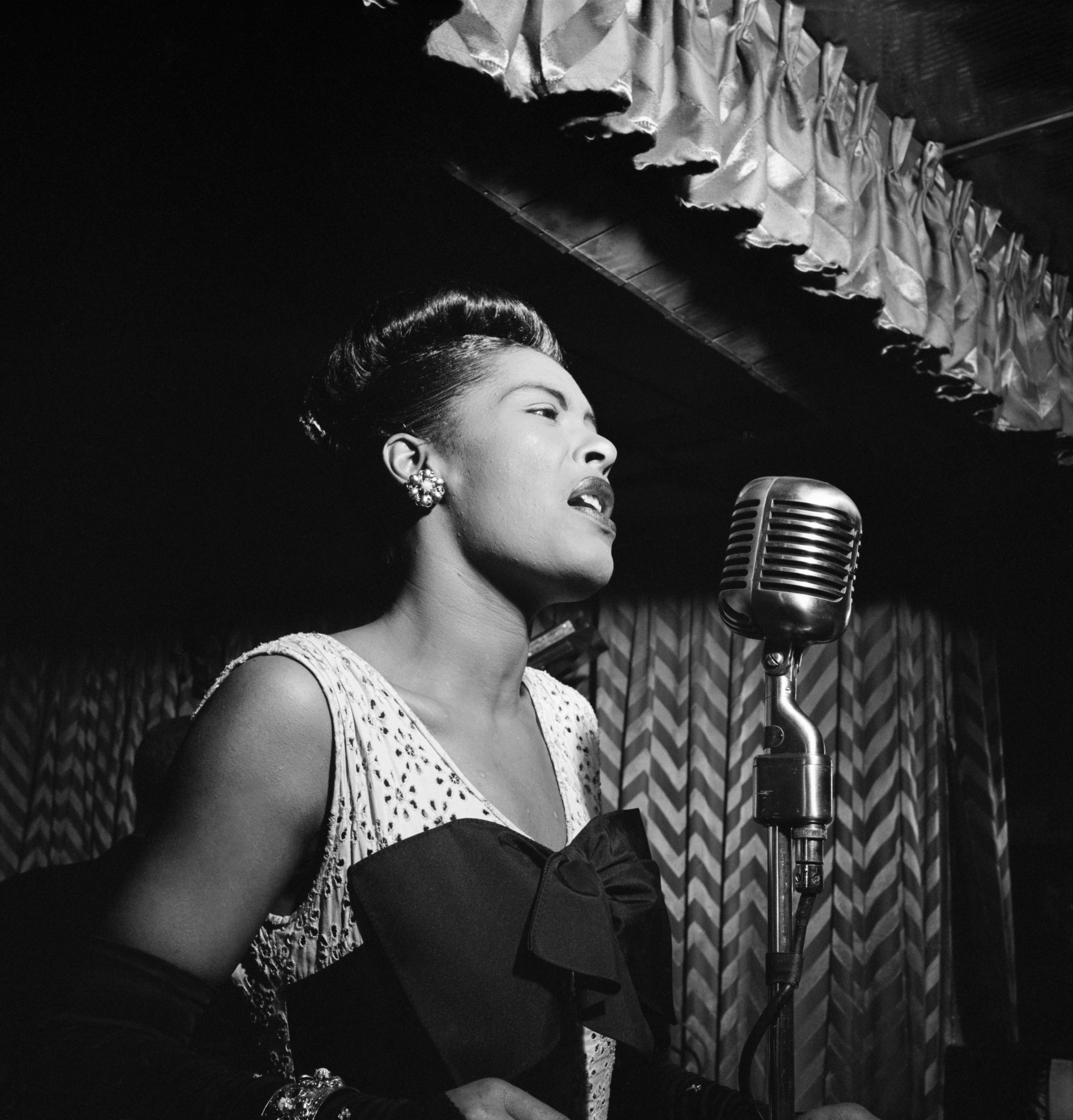
Различные музыкальные критики писали, что выступление Мишель в клипе было вдохновлено американской певицей
Билли Холидей
(фото 1947 года).

Клип на песню «Something About the Night», режиссёром которого выступил Чайлд Баския, был выпущен 9 декабря 2014 года, в тот же день, что и альбом. В шестиминутном клипе Мишель подражает американской певице Билли Холидей, находящейся в спикизи 1920-х годов. Писатель из Singersroom интерпретировал сюжет клипа о борьбе Мишель с алкоголизмом, деспотичными мужчинами и её растущей карьере как вдохновение от Холидей. На протяжении всего клипа Мишель можно увидеть в «обтягивающих фигуру модных плавках».
Видео открывается тем, что Мишель готовится к выступлению, выпивая чрезмерное количество алкогольных напитков. Вызывающе танцуя, она поёт с барабанщиком, басистом и бэк-вокалистами. Во время выступления Мишель соблазнительно смотрит на мужчину в зале, который позже ругает её за то, что она пьёт коричневый ликёр. Также показано, как певица дерётся с мужчиной за бутылку виски. После выступления Мишель спорит со своим менеджером о деньгах, а затем падает на пол и кричит: «Я звезда! Они пришли посмотреть на меня. Это моё шоу!». В конце концов Мишель покидает клуб вместе с менеджером, мотив которого раскрывается как финансовая эксплуатация. Эмили Тан из The Boombox считает, что эта история получит продолжение в будущем клипе.
Критика восприняла клип положительно. Тан и автор Rap-Up высоко оценили игру Мишель в клипе. Майк Васс назвал клип «гламурным и экстравагантным».